# 城崎進
城崎 進（じょうさき すすむ、1924年3月26日 - 2017年8月1日）は、日本の神学者。専門は旧約聖書学。関西学院大学名誉教授、名誉神学博士。

## 略歴
兵庫県西宮市出身。1946年関西学院大学商経学部卒業。同大学院に在籍後、文学部神学科に編入学。相浦忠雄教授の下で、旧約聖書学を専攻した。1951年に文学部神学科助手に就任、その際神学部開設のための実務に当たった。1954年よりアメリカのユニオン神学校に留学。1963年に関西学院大学神学部教授。1969年の大学紛争時に学長代行代理として学内正常化に努力する。その後、院長代行代理、学長代理、院長代理などを歴任し、1977年に神学部長、1981年から学長を務めた。中国の吉林大学やインドネシアのサティヤ・ワチャナ・キリスト教大学との交流を積極的に展開した。1990年に退職し、同大学名誉教授。1990年10月に神戸女学院院長に就任、1991年に同理事長に就任。

## 受賞
- 瑞宝重光章（2004年)

## 著書
- 城崎 進 (著) ｢エゼキエル書｣ (旧約聖書註解シリーズ〈第21〉)(新教出版社、1959)